# Iacov Almuly
Iacov „Jacques” Almuly, cunoscut și ca Yaakov Almoli/Almuli, (n. 1874, București, România – d. 11 mai 1966, București, România) a fost un rabin român, lider al comunității evreiești sefarde din București. Supraviețuitor al pogromului de la București, acesta a servit în Sinagoga Cahal Cicu (după ce Sinagoga Cahal Grande a fost distrusă de către legionari). În anul 1964 acesta a publicat Revista Cultului Mozaic, în care prezintă o scurtă istorie a evreilor sefarzi din România. El a decedat la vârsta de 92 de ani. Copiii săi, Peretz și Menachem Max, au fost rabini la sinagoga sefardă până la demolarea acesteia de către comuniști.